# دیون لوپی
دیون لوپی (انگلیسی: Dion Lopy؛ زادهٔ ۲ فوریهٔ ۲۰۰۲) بازیکن فوتبال اهل سنگال است.
وی همچنین در تیم‌های ملی فوتبال زیر ۱۷ سال، زیر ۲۰ سال و بزرگسالان سنگال بازی کرده‌است.